# Selección femenina de voleibol del Reino Unido
La selección femenina de voleibol del Reino Unido es el equipo que representa a Reino Unido en competiciones de voleibol. El equipo del programa de voleibol de Gran Bretaña se reanudó en 2006 tras un acuerdo de la FIVB para permitir que las selecciones nacionales de Escocia, Irlanda del Norte e Inglaterra compitan juntas para los Juegos Olímpicos de 2012 y los Juegos Paralímpicos de 2012. En los Juegos Olímpicos de Londres, tras perder 0-3 ante Rusia, consiguieron su primera victoria olímpica superando a Argelia 3-2, un equipo ubicado 53 lugares por encima del británico. Su ubicación final en los JJOO fue el noveno puesto, compartido con el equipo turco.

## Jugadoras

### Equipo actual
La siguiente fue la lista británica en el torneo de voleibol femenino de los Juegos Olímpicos de Verano de 2012.
Entrenador: Audrey Cooper
| N.º | Nombre             | Fecha de nacimiento     | Peso            | Altura         | Spike         | Bloqueo       | Club                      |
| --- | ------------------ | ----------------------- | --------------- | -------------- | ------------- | ------------- | ------------------------- |
| 1   | Savanah Leaf       | 24 de noviembre de 1993 | 1.83 m (6' 0')  | 68 kg (150 lb) | 316 cm (124') | 289 cm (114') | Miami Hurricanes          |
| 2   | Lucy Wicks         | 20 de marzo de 1982     | 1.73 m (5' 8')  | 60 kg (130 lb) | 285 cm (112') | 274 cm (108') | Alemannia Aachen          |
| 4   | Rachel Laybourne   | 23 de mayo de 1982      | 1.78 m (5' 10') | 65 kg (143 lb) | 299 cm (118') | 279 cm (110') | Silesia Volley Myslowice  |
| 6   | Jennifer Taylor    | 16 de agosto de 1980    | 1.79 m (5' 10') | 74 kg (163 lb) | 287 cm (113') | 278 cm (109') | TFM/DOK Dwingeloo         |
| 7   | Maria Bertelli (L) | 6 de octubre de 1977    | 1.71 m (5' 7')  | 64 kg (141 lb) | 279 cm (110') | 263 cm (104') | VBC Köniz                 |
| 8   | Rachel Bragg       | 11 de diciembre de 1984 | 1.85 m (6' 1')  | 74 kg (163 lb) | 300 cm (120') | 283 cm (111') | VT Aurubis Hamburg        |
| 9   | Joanne Morgan      | 7 de octubre de 1983    | 1.68 m (5' 6')  | 62 kg (137 lb) | 278 cm (109') | 271 cm (107') | TFM/DOK Dwingeloo         |
| 10  | Lynne Beattie ()   | 23 de diciembre de 1985 | 1.82 m (6' 0')  | 64 kg (141 lb) | 305 cm (120') | 287 cm (113') | CV Las Palmas             |
| 12  | Elizabeth Reid     | 21 de marzo de 1989     | 1.80 m (5' 11') | 76 kg (168 lb) | 314 cm (124') | 300 cm (120') | Georgia Bulldogs          |
| 17  | Janine Sandell     | 7 de diciembre de 1985  | 1.80 m (5' 11') | 84 kg (185 lb) | 305 cm (120') | 283 cm (111') | CV Albacete               |
| 18  | Grace Carter       | 10 de agosto de 1989    | 1.83 m (6' 0')  | 84 kg (185 lb) | 304 cm (120') | 291 cm (115') | Olympic Terville Florange |
| 19  | Ciara Michel       | 2 de julio de 1985      | 1.95 m (6' 5')  | 70 kg (150 lb) | 320 cm (130') | 302 cm (119') | Alemannia Aachen          |